# Uranometria
Uranometria je zkrácené označení pro hvězdný atlas německého astronoma Johanna Bayera. Poprvé byl publikován roku 1603 v německém Augsburgu pod plným názvem Uranometria: omnium asterismorum continens schemata, nova methodo delineata, aereis laminis expressa. Byl to první atlas pokrývající celou oblohu. Bayer v něm zavedl značení hvězd řeckou abecedou.